# Khalifa Sports City Stadion
Het Khalifa Sports City Stadion is een multifunctioneel stadion in Madinat Isa, Bahrein. Het stadion wordt vooral gebruikt voor voetbalwedstrijden, de voetbalclub Al-Najma maakt gebruik van dit stadion. In het stadion is plaats voor 20.000 toeschouwers. Het werd geopend in 1968 en gerenoveerd in 2007.

## Golf Cup of Nations
In 2013 werd van dit stadion gebruik gemaakt voor de Golf Cup of Nations 2013, dat toernooi vond plaats in Bahrein van 5 tot en met 18 januari 2013. In dit stadion waren 7 groepswedstrijden. De andere wedstrijden op dit toernooi werden gespeeld in het Bahrain National Stadium.
| № | Datum           | Wedstrijd                            | Uitslag | Golf Cup of Nations 2013 | Toeschouwers |
| - | --------------- | ------------------------------------ | ------- | ------------------------ | ------------ |
| 1 | 5 januari 2013  | Qatar – Verenigde Arabische Emiraten | 1 – 3   | Groepsfase               | 15.000       |
| 2 | 6 januari 2013  | Koeweit – Jemen                      | 2 – 0   | Groepsfase               | 10.000       |
| 3 | 6 januari 2013  | Saoedi-Arabië – Irak                 | 0 – 2   | Groepsfase               | 15.000       |
| 4 | 9 januari 2013  | Irak – Koeweit                       | 1 – 0   | Groepsfase               | 12.000       |
| 5 | 9 januari 2013  | Jemen – Saoedi-Arabië                | 0 – 2   | Groepsfase               | 15.000       |
| 6 | 11 januari 2013 | Verenigde Arabische Emiraten – Oman  | 2 – 0   | Groepsfase               | 7.000        |
| 7 | 12 januari 2013 | Irak – Jemen                         | 2 – 0   | Groepsfase               | 10.000       |